# هادی کیانی (کاراته)
هادی کیانی (زادهٔ ۳۰  تیر ۱۳۸۱ در میاندوآب) کاراته کار اهل استان آذربایجان غربی در ایران است.کیانی در رده‌های مختلف عضو تیم ملی ایران است. وی در مسابقات قهرمانی آسیا قزاقستان ۲۰۲۱ و ازبکستان ۲۰۲۲ به مدال برنز رسید.

## زندگی‌نامه
در سن ۸ سالگی ورزش کاراته را زیر نظر یوب جلیل پور آغاز نمود و پس کسب عناوین مختلف قهرمانی در رده‌های سنی پایه از سال ۱۴۰۰ به عضویت تیم ملی درآمد و نیز ملی پوش وزن منهای ۶۷ کیلوگرم تیم کاراته جمهوری اسلامی ایران و یکی از پرافتخارترین کاراته کاهای ایران می‌باشد.

## افتخارات
از افتخارات وی می‌توان به کسب ۲ مدال برنز در مسابقات آسیایی کاراته در سال ۲۰۲۱ و ۲۰۲۲ اشاره کرد.